# Tetrastemma dubium
Tetrastemma dubium är en djurart som tillhör fylumet slemmaskar, och som beskrevs av Örsted 1845. Enligt Catalogue of Life ingår Tetrastemma dubium i släktet Tetrastemma och familjen Tetrastemmatidae, men enligt Dyntaxa är tillhörigheten istället släktet Tetrastemma, och ordningen Hoplonemertea. Det är osäkert om arten förekommer i Sverige. Inga underarter finns listade i Catalogue of Life.